# 王維舟舊居
王維舟舊居位於四川省宣漢縣清溪鄉，文物遺址年代判定為1919年。1991年4月16日公佈為四川省第三批文物保護單位。